# Вояджер-2
«Во́яджер-2» (англ. Voyager 2) — действующий космический зонд, запущенный НАСА 20 августа 1977 года в рамках программы «Вояджер» для исследований дальних планет Солнечной системы. Первый и единственный земной космический аппарат, достигший Урана (в январе 1986 года) и Нептуна (в августе 1989 года). «Вояджер-2» более 25 лет удерживал рекорд по дальности достигнутого и изученного объекта Солнечной системы, пока его не превзошёл космический зонд «Новые горизонты», достигший Плутона (в июле 2015 года) и Аррокота (в январе 2019 года).
Актуальное расстояние от Земли и от Солнца до «Вояджера-2», а также его гелиоцентрическая скорость отображаются в режиме реального времени на сайте НАСА.

## История

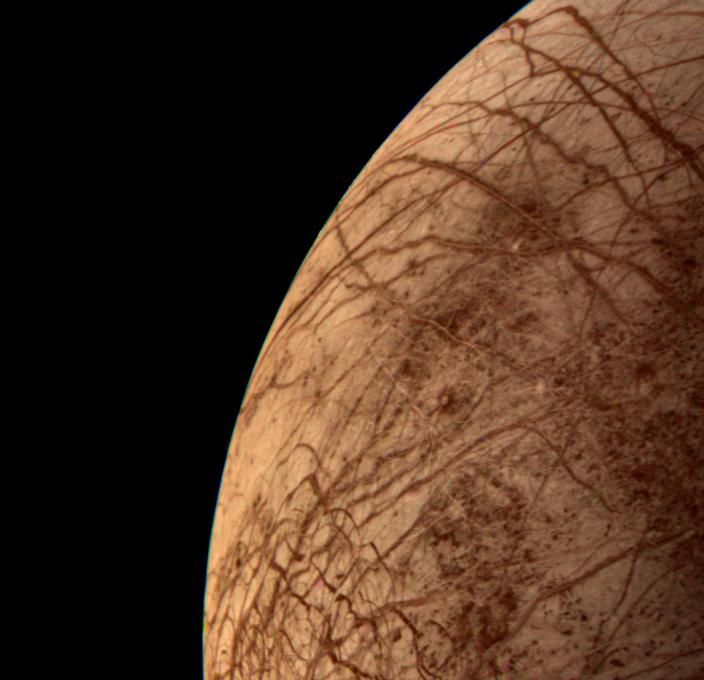
Снимок поверхности Европы

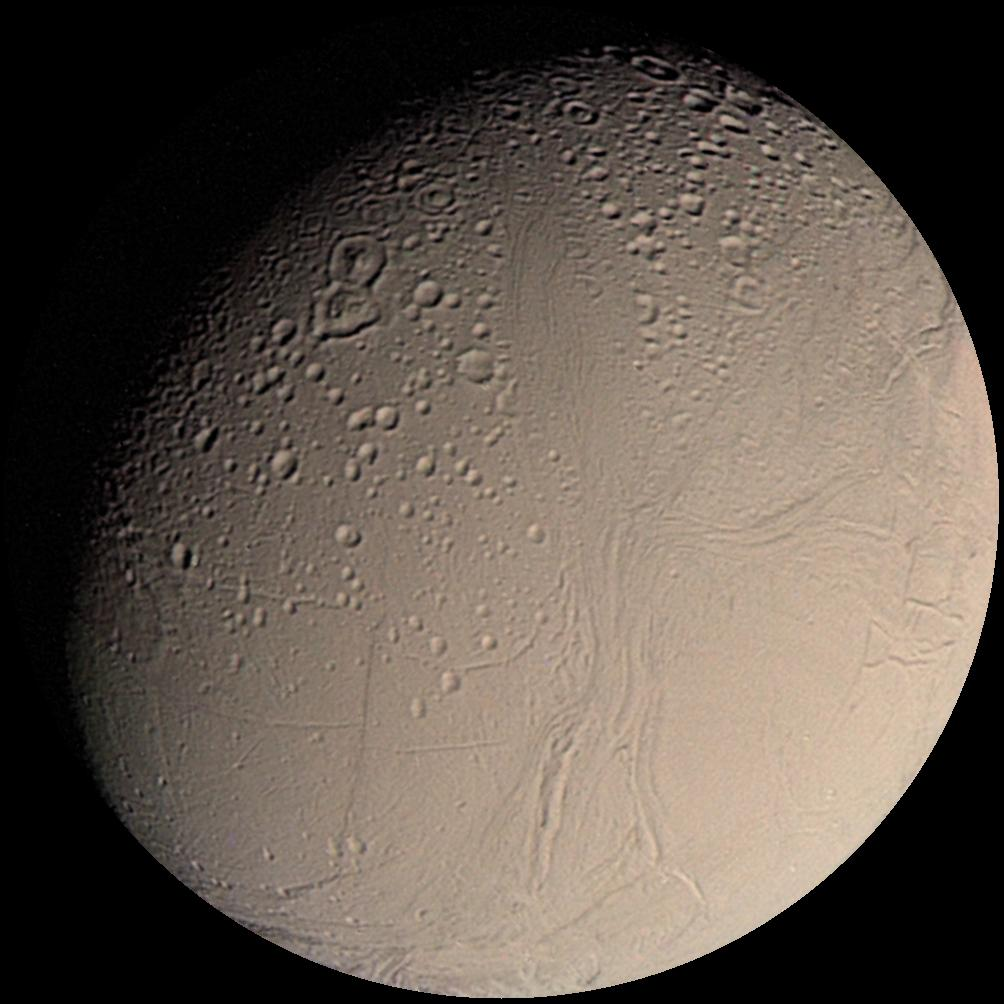
Фотография Энцелада

«Вояджер-2» стартовал 20 августа 1977 года, то есть на 16 дней раньше «Вояджера-1».
Миссия «Вояджера-2» первоначально включала изучение только Юпитера и Сатурна, а также их спутников. Траектория полёта также предусматривала возможность пролёта мимо Урана и Нептуна, которая была успешно реализована.
Аппарат идентичен «Вояджеру-1». За счёт гравитационных манёвров у Юпитера, Сатурна и Урана «Вояджер-2» смог на 18 лет сократить срок полёта к Нептуну (по сравнению с полётом от Земли по гомановской траектории).
- 9 июля 1979 года — максимальное сближение с Юпитером (71,4 тыс. км).

«Вояджер-2» близко подошёл к Европе и Ганимеду, галилеевым спутникам, не исследованным ранее «Вояджером-1». Переданные снимки позволили выдвинуть гипотезу о существовании жидкого океана под поверхностью Европы. Обследование самого крупного спутника в Солнечной системе — Ганимеда — показало, что он покрыт корой «грязного» льда, а его поверхность значительно старше поверхности Европы. После обследования спутников аппарат пролетел мимо Юпитера.
- 25 августа 1981 года — максимальное сближение с Сатурном (101 тыс. км).

Траектория зонда прошла около спутников Сатурна Тефии и Энцелада, аппарат передал подробные фотографии поверхности спутников.
- 24 января 1986 года — максимальное сближение с Ураном (81,5 тыс. км).

Аппарат передал на Землю тысячи снимков Урана, его спутников и колец. Благодаря этим фотографиям учёные обнаружили два новых кольца и исследовали девять уже известных. Помимо этого, были обнаружены 11 новых спутников Урана.
Снимки одной из лун — Миранды — удивили исследователей. Предполагается, что маленькие спутники быстро охлаждаются после своего образования, и представляют собой однообразную пустыню, испещрённую кратерами. Однако выяснилось, что на поверхности Миранды пролегают долины и горные хребты, среди которых были заметны скалистые утёсы. Это говорит о том, что история луны богата тектоническими и термальными явлениями.
«Вояджер-2» показал, что на обоих полюсах Урана температура оказалась одинаковой, хотя только один освещался Солнцем. Исследователи сделали вывод о наличии механизма передачи тепла из одной части планеты к другой. В среднем температура Урана составляет 59 К, или −214 °C.

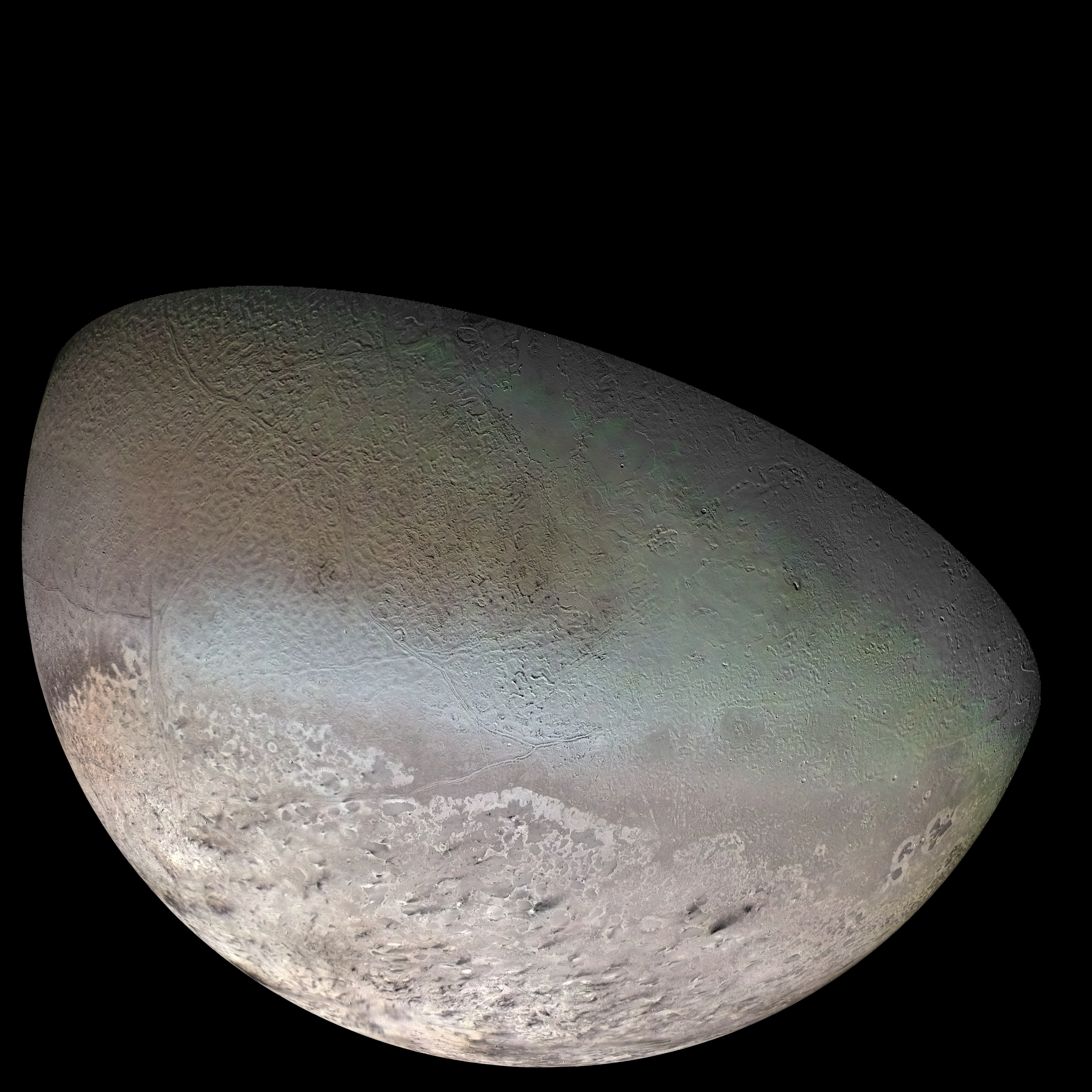
Фотография Тритона

- 25 августа 1989 года — аппарат пролетел в 48 тыс. км от поверхности Нептуна[3].

Были получены уникальные снимки Нептуна и его крупного спутника Тритона. На Тритоне были обнаружены действующие гейзеры, что было очень неожиданным для удалённого от Солнца и холодного спутника. Были открыты шесть новых спутников Нептуна (Деспина, Галатея, Ларисса, Протей, Наяда и Таласса).

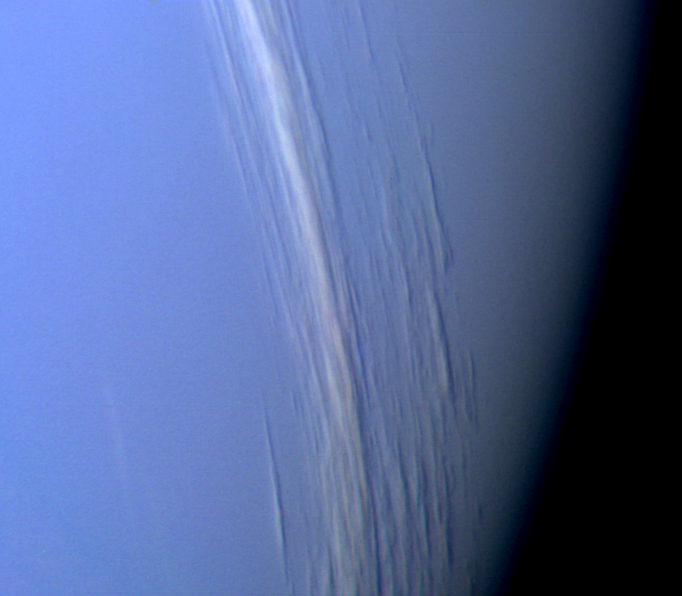
Фото облаков Нептуна

- В феврале 1990 года «Вояджером-2», находящимся в 6 миллиардах километров от Земли, были получены 64 фотографии с изображением Солнца и шести планет. Фотографии позволили создать панораму Солнечной системы, снятую извне[4].
- 30 августа 2007 года — аппарат достиг границы ударной волны и вошёл в область гелиопаузы[5].
- 24 января 2011 года в НАСА отмечался 25-летний юбилей встречи «Вояджера-2» с Ураном. На этот момент аппарат находился примерно в 14 млрд км от Солнца, а «Вояджер-1», направленный для исследования Юпитера и Сатурна, улетел от Солнца более чем на 17 млрд км.
- 4—13 ноября 2011 года «Вояджер-2» завершил переход на запасной комплект двигателей ориентации (по двум из трёх направлений ориентации запасные двигатели были введены в эксплуатацию раньше). Благодаря этому стало возможно отключить обогрев топливопроводов основного комплекта двигателей, сэкономив около 12 ватт электрической мощности. В условиях постепенно снижающейся производительности бортовых источников электропитания это позволяет продлить срок эксплуатации аппарата примерно на 10 лет[6][7].
- 10 декабря 2018 года НАСА подтвердило, что «Вояджер-2» преодолел гелиопаузу и вошёл в межзвёздное пространство[8]. Зонд остаётся в пределах Солнечной системы, гравитационная граница которой находится за внешним краем Облака Оорта, совокупности небольших объектов под гравитационным влиянием Солнца[9].
- 2 ноября 2019 года НАСА сообщило о готовности к публикации данных, полученных космическим аппаратом в межзвёздной среде. 4 ноября 2019 года в журнале Nature Astronomy[англ.] вышли пять статей, каждая из которых описывает данные, полученные с одного из пяти приборов «Вояджера-2» — детектора магнитного поля[10], двух регистраторов частиц в различных энергетических диапазонах[11][12] и двух приборов для изучения плазмы[13][14] — газа, состоящего из заряженных частиц[15][16].
- 28 июля 2023 года НАСА сообщило об утрате связи с «Вояджером-2». Причиной стало непреднамеренное отклонение оси антенны аппарата от направления на Землю на 2°, вызванное серией команд, переданных 21 июля. В результате «Вояджер-2» не мог принимать команды с Земли. К 1 августа НАСА удалось обнаружить несущую частоту радиосигнала «Вояджера-2» с помощью сети антенн дальней связи Deep Space Network, но принимаемый сигнал был слишком слаб, чтобы расшифровать передаваемые аппаратом данные. С помощью той же сети антенн группа управления «Вояджером-2» попыталась с повышенной мощностью передать аппарату команду на возвращение нормальной ориентации антенны, что привело к восстановлению связи 4 августа. Принятые телеметрические и научные данные указывают, что «Вояджер-2» функционирует нормально[17].

## Устройство аппарата
Масса аппарата при старте составляла 798 кг, масса полезной нагрузки — 86 кг. Длина — 2,5 м. Корпус аппарата — десятигранная призма с центральным проёмом. На корпус посажен отражатель направленной антенны диаметром 3,66 метра. Электропитание обеспечивают три вынесенных на штанге радиоизотопных термоэлектрических генератора, использующих плутоний-238 в виде окиси (в силу удалённости от Солнца солнечные батареи были бы бесполезны). На момент старта общее тепловыделение генераторов составляло около 7 киловатт, их кремний-германиевые термопары обеспечивали 470 ватт электрической мощности. По мере распада плутония-238 (его период полураспада составляет 87,7 года) и деградации термопар мощность термоэлектрических генераторов падает (при пролёте мимо Урана — 400 ватт). На 30.07.2025 остаток плутония-238 равен 68.5 % от начального, к 2025 году тепловыделение упадёт до 68.8 % от начального. Кроме штанги электрогенераторов, к корпусу прикреплены ещё две: штанга с научными приборами и отдельная штанга магнитометра.
На «Вояджере» установлены два компьютера, которые можно перепрограммировать, что позволяло менять научную программу и обходить возникающие неисправности. Объём оперативной памяти — два блока по 4096 восемнадцатиразрядных слов. Ёмкость запоминающего устройства — 67 мегабайт (до 100 изображений от телевизионных камер). В системе трёхосной ориентации используются два датчика Солнца, датчик звезды Канопус, инерциальный измерительный блок, а также 16 реактивных микродвигателей. В системе коррекции траектории используются 4 таких микродвигателя. Они рассчитаны на 8 коррекций при общем приращении скорости 200 м/сек.
Антенны две: ненаправленная и направленная. Обе антенны работают на частоте 2113 МГц на приём и 2295 МГц на передачу (S-диапазон), а направленная антенна — ещё и 8415 МГц на передачу (X-диапазон). Мощность излучения — 28 Вт в S-диапазоне, 23 Вт в X-диапазоне. Радиосистема «Вояджера» передавала поток информации со скоростью 115,2 кбит/с от Юпитера и 45 кбит/с — от Сатурна. Первоначально расчётная скорость передачи с Урана составляла лишь 4,6 кбит/с, однако её удалось повысить до 30 кбит/с, так как к тому времени была повышена чувствительность радиотелескопов на Земле. На определённом этапе миссии была реализована схема сжатия изображений, для чего был перепрограммирован бортовой компьютер. Также был задействован имевшийся на «Вояджере» экспериментальный кодировщик данных: схема коррекции ошибок в принимаемых и передаваемых данных была изменена с двоичного кода Голея на код Рида — Соломона, что сократило количество ошибок в 200 раз.
На борту аппарата закреплена золотая пластина, на которой для потенциальных инопланетян указаны координаты Солнечной системы и записан ряд земных звуков и изображений.
В комплект научной аппаратуры входят следующие приборы:
- Телевизионная камера с широкоугольным объективом и телевизионная камера с телеобъективом, каждый кадр которой содержит 125 кБ информации.
- Инфракрасный спектрометр, предназначенный для исследования энергетического баланса планет, состава атмосфер планет и их спутников, распределения температурных полей.
- Ультрафиолетовый спектрометр, предназначенный для исследования температуры и состава верхних слоёв атмосферы, а также некоторых параметров межпланетной и межзвёздной среды.
- Фотополяриметр, предназначенный для исследования распределения метана, молекулярного водорода и аммиака над облачным покровом, а также для получения информации об аэрозолях в атмосферах планет и о поверхности их спутников.
- Два детектора межпланетной плазмы, предназначенные для регистрации как горячей дозвуковой плазмы в магнитосфере планет, так и холодной сверхзвуковой плазмы в солнечном ветре. Установлены также детекторы волн в плазме.
- Детекторы заряженных частиц низкой энергии, предназначенные для исследования энергетического спектра и изотопного состава частиц в магнитосферах планет, а также в межпланетном пространстве.
- Детекторы космических лучей (частиц высоких энергий).
- Магнитометры для измерения магнитных полей.
- Приёмник для регистрации радиоизлучения планет, Солнца и звёзд. Приёмник использует две взаимно перпендикулярные антенны длиной по 10 м.

Большинство приборов вынесено на специальной штанге, часть из них установлена на поворотную платформу. Корпус аппарата и приборы оборудованы разнообразной теплоизоляцией, тепловыми экранами, пластиковыми блендами. 

## Работоспособность и предполагаемая дальнейшая судьба аппарата
Хотя запланированный срок работы обоих «Вояджеров» давно истёк, часть их научных приборов продолжает работать. Аппаратура получает энергию от трёх радиоизотопных термоэлектрических генераторов, работающих на плутонии-238. На старте суммарная электрическая мощность генераторов составляла 470 ватт. Постепенно она снижается из-за распада плутония и деградации термопар. К 2012 году электрическая мощность упала примерно на 45 %. По состоянию на 2023 год, несмотря на отключение обогревателей и других систем, работа которых не требуется на данном этапе полёта, электропитания «Вояджера-2» в штатном режиме едва хватает на поддержание работы пяти научных инструментов. Чтобы избежать отключения одного из них, команда инженеров НАСА решила постоянно использовать резервный канал электропитания, ранее предназначавшийся для автоматического сглаживания перепадов напряжения в бортовой электросети аппарата. Это создаёт риск повреждения приборов нескомпенсированными перепадами напряжения, но команда считает риск оправданным, поскольку при благоприятном исходе он позволит продлить работу пяти научных инструментов до 2026 года. Если результат эксперимента будет успешным, на аналогичный режим электропитания впоследствии будет переведён и «Вояджер-1», на котором работает четыре научных инструмента.
В 2023 году «Вояджер-2» превзошёл «Пионера-10» по расстоянию от Солнца, став вторым среди самых отдалённых космических аппаратов, созданных человечеством.
Примерно через 300 лет зонд достигнет внутреннего края Облака Оорта и ещё, вероятно, 30 000 лет понадобится, чтобы покинуть его.
Через 40 000 лет «Вояджер-2» пройдёт на расстоянии 1,7 светового года от звезды Росс 248.
Примерно через 296 тысяч лет «Вояджер-2» разойдётся с Сириусом на расстоянии 4,3 светового года.